# Мальцан, Гельмут фон
Фрайгерр Гельмут Людвиг Вильгельм фон Мальтцан (нем. Helmuth von Maltzahn; 6 января 1840, Гюльц, Пруссия — 11 февраля 1923, там же) — германский политический и государственный деятель, министр финансов Германии (1888—1893), депутат Рейхстага (1871—1888).

## Биография
Изучал право в университетах Эрлангена, Гейдельберга и Берлина. Свою карьеру начал асессором, но в 1867 году решил посвятить себя управлению собственным имением. В 1868–1872 годах построил замок Гюльц, усадьбу в классическом стиле.
Участвовал в австро-прусской войне (1866) и франко-прусской войне (1870–71 гг.), служил кавалерийским офицером. В 1871 году стал депутатом Рейхстага. В 1875 году получил звание фрейгерра. С 1888 по 1893 год занимал пост министра финансов Германской империи. В 1900 году – обер-президент Померании в Штеттине (ныне Щецин) и занимал эту должность до 1911 года.
Консерватор.
Принимал в 1917 году участие в деле "Пломбированный вагон".